# Chabuata major
Chabuata major är en fjärilsart som beskrevs av Achille Guenée 1852. Chabuata major ingår i släktet Chabuata och familjen nattflyn. Inga underarter finns listade i Catalogue of Life.